# Còig

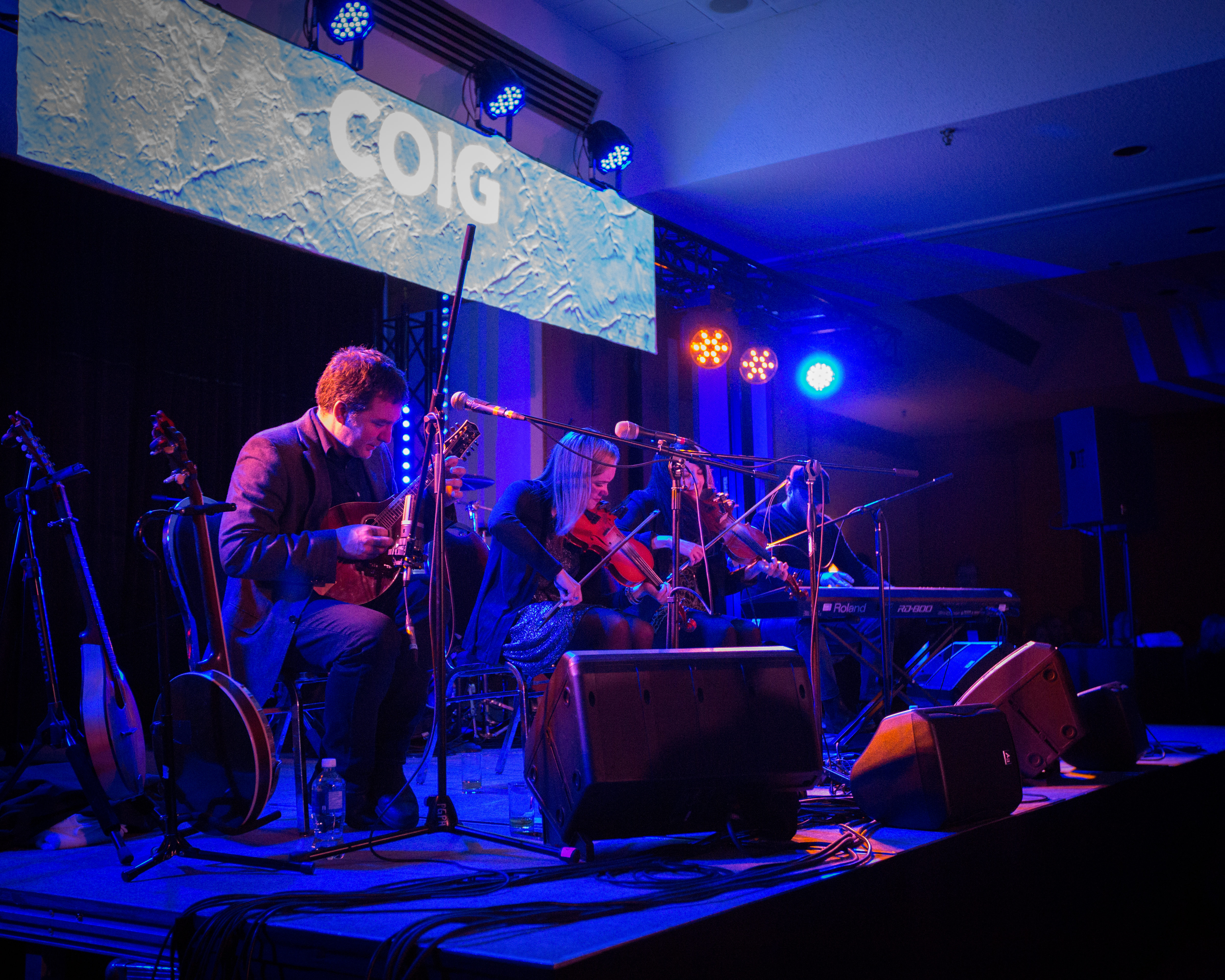

Còig és un grup de música folk canadenc de l'Illa del Cap Bretó, Nova Escòcia. El grup està format per Darren McMullen a la guitarra, mandolina, mandola, banjo, buzuki, xiulets, flauta i vocals; Rachel Davis al violí tradicional, viola i vocals; Jason Roach al piano i Chrissy Crowley al violí tradicional i viola.

## Història
Còig es va formar l'any 2010 per actuar al Celtic Colours International Festival.
La banda, que en aquell temps incloïa al violinista Colin Grant, va publicar el seu primer àlbum Five l'any 2014. L'àlbum, que va incloure nous arranjaments i instrumentació de música tradicional, va guanyar el premi d'Àlbum Tradicional de l'Any als 10è Premis de Música Folk Canadenca. Van augmentar la popularitat l'any 2015 amb Carols, un àlbum de música nadalenca.
Còig va publicar l'àlbum Rove l'any 2017. Va rebre nominacions als 13è Premis de Música Folk Canadenca a l'Àlbum Tradicional de l'Any i al "Traditional Roots Album of The Year" al "Juno Awards of 2018. Aquell any la banda va actuar a la cerimònia dels "East Coast Music Awards". Aquest any Colin Grant va deixar el grup.
Els anys 2017 i 2018 la banda va actuar un cop més al "Celtic Colours International Festival". L'any 2018 la banda va ser nominada "Roots/tradicional recording" de l'any als "East Coast Music Awards".